# Echthronomas philippinensis
Echthronomas philippinensis là một loài tò vò trong họ Ichneumonidae.